# Goldeneye (Jamaïque)
Pour les articles homonymes, voir Goldeneye (homonymie).
Goldeneye (« L'Œil d'or », en anglais) est la résidence de style colonial tropical de 1946 de Ian Fleming (1908-1964) à Oracabessa (Tête d'or, en espagnol) en Jamaïque dans la mer des Caraïbes. Ian Fleming y passe tous ses hivers de 1946 à sa disparition en 1964, et y crée et rédige sa célèbre saga de roman d'espionnage et de scénario de films à succès international James Bond 007. La maison fait partie à ce jour du complexe hôtelier grand standing de plus de 20 hectares « Goldeneye Hotel and Resort » et « James Bond Beach Club ».

## Historique

### Ian Fleming
À la suite de missions de renseignement entre autres en Jamaïque (qu'il découvre en 1943 à Kingston) dans l'Empire britannique durant le Seconde Guerre mondiale,, et à l'image de l'écrivain américain Ernest Hemingway et de sa villa voisine Finca La Vigía de Cuba, l'officier du renseignement militaire de la Royal Navy et romancier britannique Ian Fleming achète en 1946, à la fin de la guerre, un vaste domaine de 6 hectares, ancienne plantation de canne à sucre. Celui-ci est situé sur la baie d'Oracabessa, au pied du mont Blue Mountains, à environ 15 km à l'Est d'Ocho Rios, sur la côte nord de la Jamaïque, au bord d'une falaise surplombant la crique-plage privée renommée plus tard « James Bond Beach », le tout dans un décor exotique paradisiaque de jardin tropical, et de vue panoramique sur la mer des Caraïbes. Le romancier a pour voisins de front de mer les domaines de ses amis « Golden Clouds » (Nuages d'Or) de Ruth Bryan Owen, et « Firefly Estate » (domaine des Lucioles) de Noël Coward. C'est d'ailleurs dans la villa « Firefly » que Ian Fleming fait la connaissance de Blanche Blackwell qui perpétuera la mémoire du lieu.

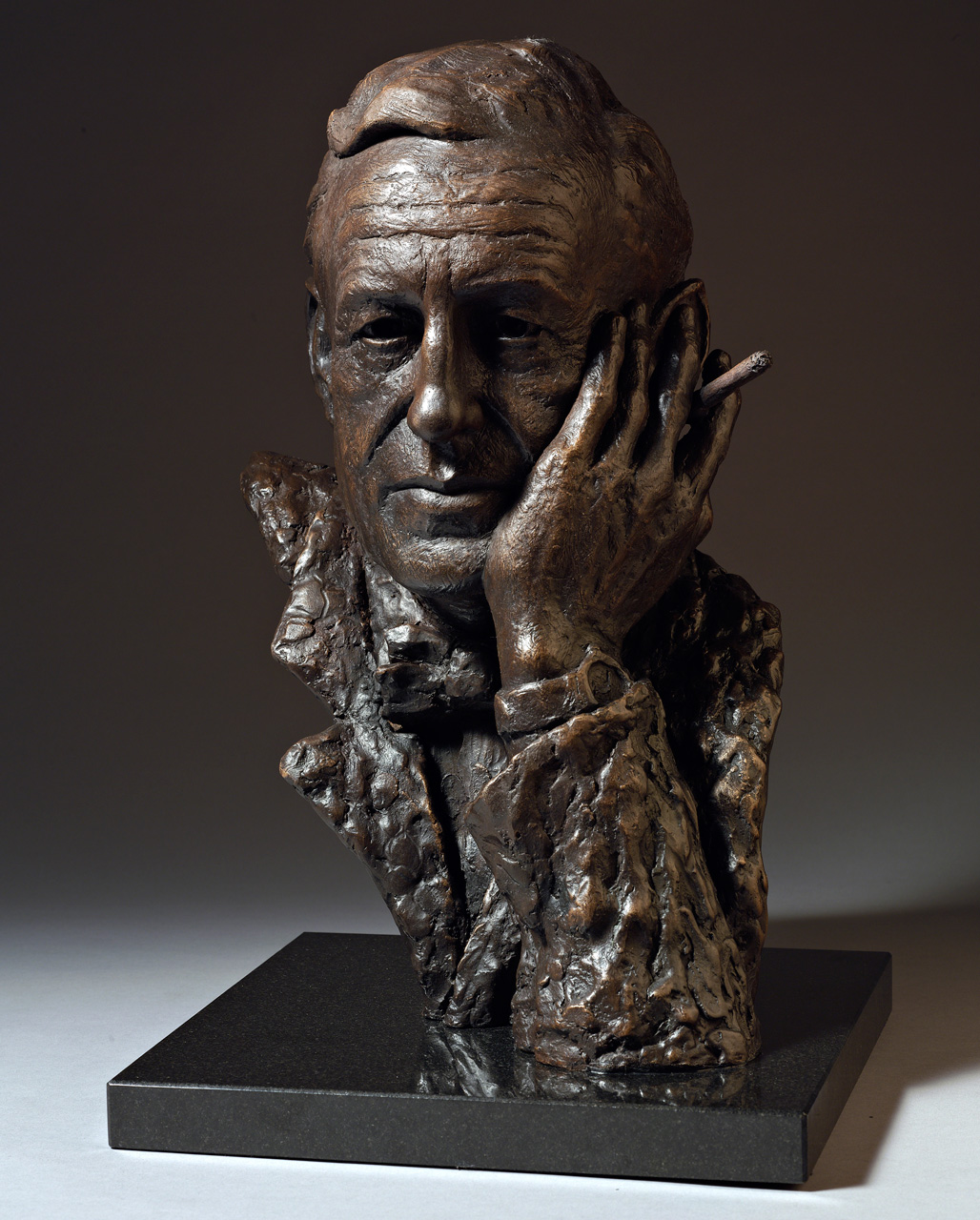
Buste de Ian Fleming
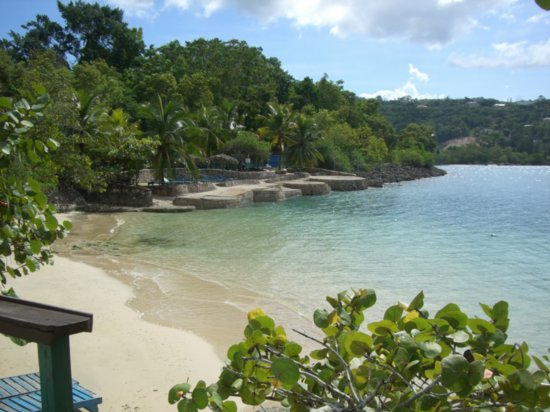
James Bond Beach
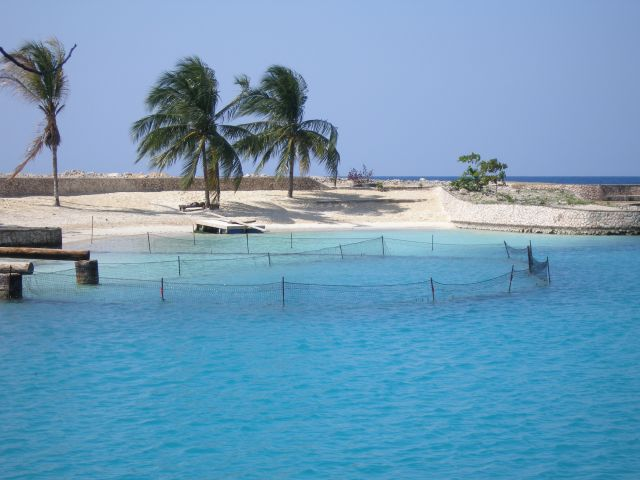
James Bond Beach
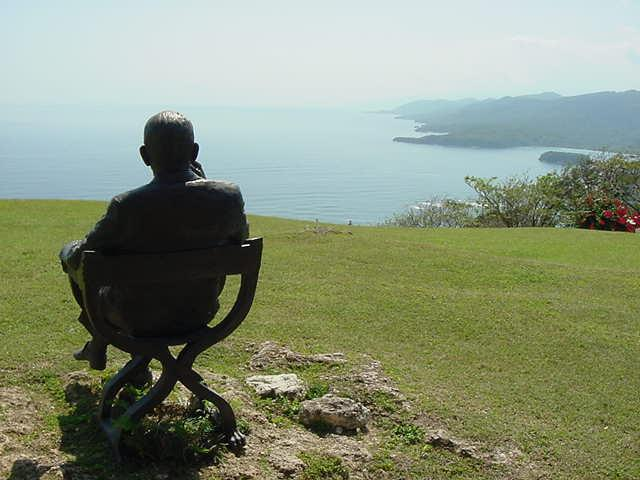
Baie d'Oracabessa (en) depuis la villa voisine Firefly Estate de Noël Coward

Ian Fleming y fait construire cette petite résidence de villégiature de style colonial tropical qu'il dessine lui même, avec des fenêtres à jalousie, trois chambres, patio, et piscine. Il baptise son domaine « Goldeneye » (« l'œil d'or ») en référence, entre autres, à son plan secret de défense militaire de Gibraltar lors la Seconde Guerre mondiale (Operation Goldeneye), au roman Reflets dans un œil d'or (roman) de 1941 de Carson McCullers, et au nom des lieux Oracabessa (Tête d'or, en espagnol), le village voisin. 

James Bond 007

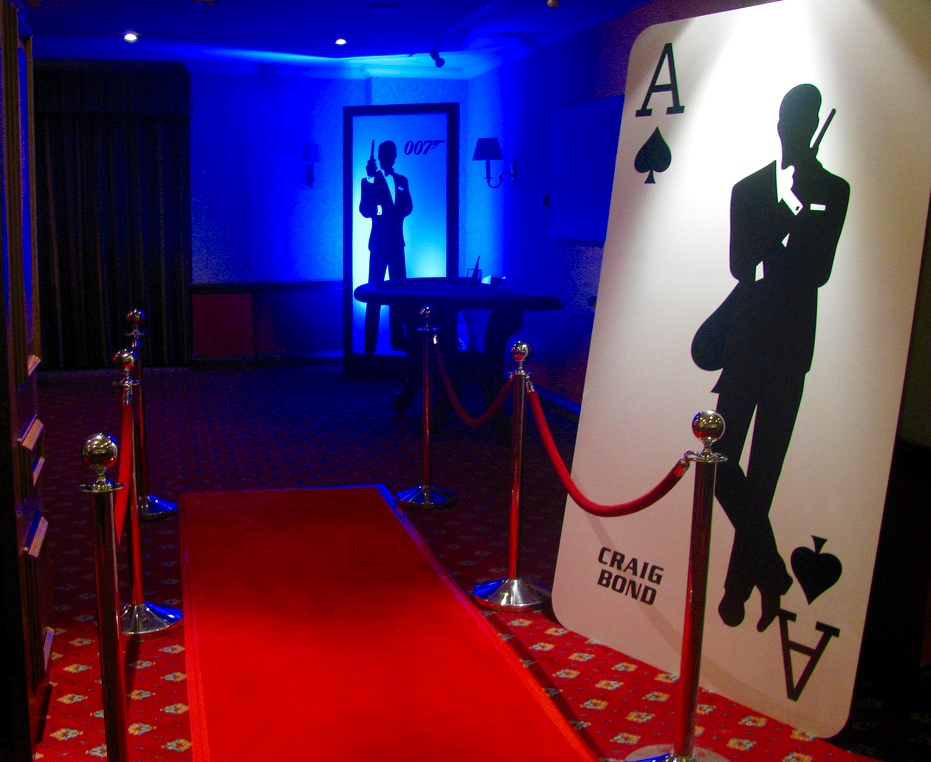
Casino Royale (roman)

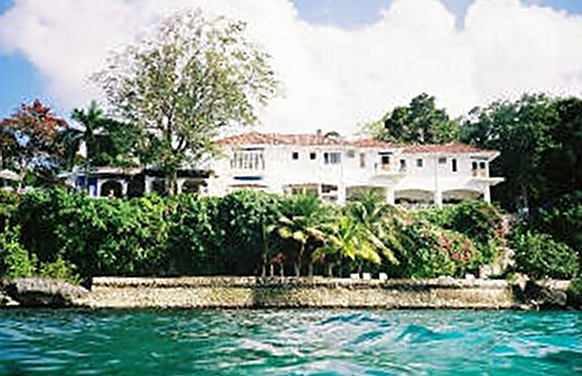
Golden Clouds (Nuages d'or) voisine de Ruth Bryan Owen
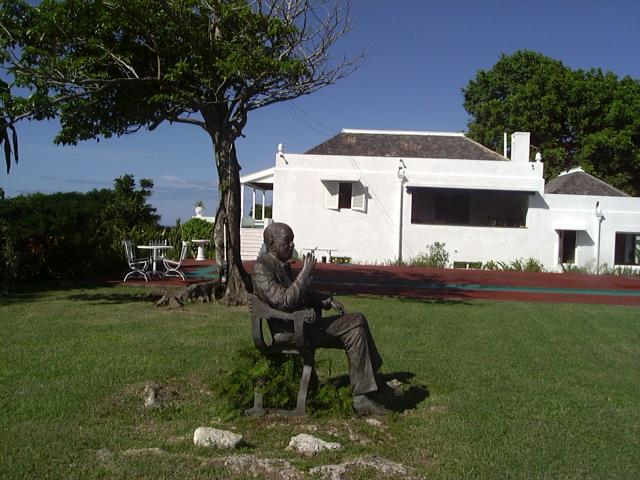
Firefly Estate (domaine des Lucioles) de Noël Coward
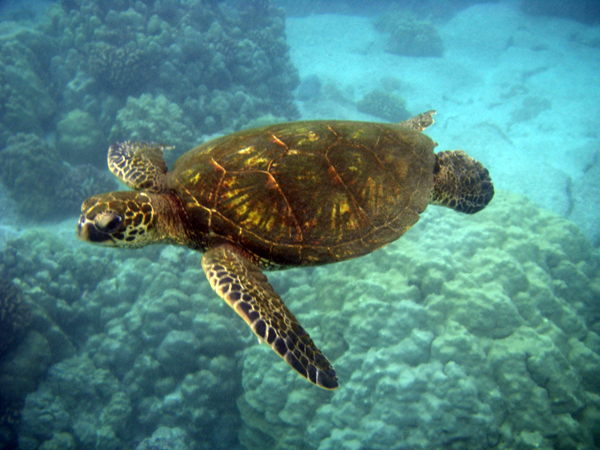
Tortue marine du sanctuaire marin de la baie d'Oracabessa

Cette même année de 1946, il quitte la Royal Navy et intègre l'équipe internationale de journalistes du Sunday Times à Londres (où il vit et côtoie la haute société britannique et internationale) dont il supervise le réseau mondial de correspondants. Il négocie avec son employeur, le Sunday Times, une close particulière de contrat par laquelle il peut passer deux mois de congés d'hiver, entre janvier et mars, dans sa propriété de Jamaïque, avec sa future épouse Ann Fleming, pour se consacrer à son nouveau projet d'écriture de roman d'espionnage. Le 17 février 1952 son personnage James Bond 007 (agent secret du Secret Intelligence Service-MI6, au service de l'Empire britannique, inspiré de lui même) apparaît pour la première fois dans Casino Royale, premier d'une série de romans écrit durant 12 ans jusqu’à sa disparition en 1964, un des plus importants Best-seller mondial de roman d'espionnage, et des plus importants succès du cinéma. 
Le couple Fleming reçoit dans cette propriété jamaïcaine paradisiaque de nombreux invités de la haute société et du show-business, chefs d’État internationaux, auteurs de littérature internationale, cinéastes, scénaristes, stars hollywoodiennes, musiciens, artistes, dont en particulier Errol Flynn, Katharine Hepburn, Patrick Leigh Fermor, Truman Capote, Lucian Freud, la princesse Margaret du Royaume-Uni, la duchesse de Devonshire ou la jamaïcaine Grace Jones. La propriété devient le siège provisoire du Gouvernement du Royaume-Uni durant un mois pendant la crise du canal de Suez en 1956, avec le Premier ministre du Royaume-Uni Sir Anthony Eden et son épouse Anne Clarissa Churchill (nièce de Winston Churchill) qui y ont instauré la tradition encore en cours à ce jour, de planter un arbre avec plaque nominative datée sur le domaine avant de quitter Goldeneye, dans un décor de jardin tropical de manguiers, tilleuls, orangers, akées, cocotier, bananier, ananas, bambous, avec depuis une collection d'arbres entre autres de Pierce Brosnan, Harrison Ford, Johnny Depp, Jim Carrey, Dennis Hopper, Harry Belafonte, Quincy Jones, Kate Moss, Naomi Campbell, Bono (U2), Grace Jones, Richard Branson. Sting y a composé Every Breath You Take (Chaque bouffée que tu respires, un succès de son groupe The Police) sur le bureau de Ian Fleming pendant ses vacances de 1982 ; Bono et The Edge de U2 y ont composé la musique de James Bond GoldenEye du film éponyme sorti en 1995, interprétée par Tina Turner.

### Goldeneye Hotel & Resort et James Bond Beach Club
Douze ans après la disparition de Ian Fleming en 1964, Goldeneye est mise en vente en 1976. Pour le fils de Blanche Blackwell, Chris (fondateur de la maison de disques Island Records), il ne peut pas laisser passer l'affaire : il demande à Bob Marley d'acquérir le lieu, puis le lui rachète quelques mois plus tard. Chris Blackwell vend son label à Polygram en 1989 pour 300 millions de dollars et s'oriente vers l'hôtellerie, achetant les terrains contigus du domaine jusqu'à l'étendre de dix hectares supplémentaires.
Depuis la fin des années 1980 sa société Island Outpost développe son « Goldeneye Village » sur plus de 20 hectares côtiers, vaste complexe hôtelier balnéaire tropical grand standing « Goldeneye Hotel and Resort » et « James Bond Beach Club » aménagé avec la maison de Ian Fleming, ainsi qu'une cinquantaine de bungalows, cabanes sur pilotis et cottages ajoutés avec le temps,. Ceux-ci sont dispersés sur les plages « James Bond Beach » et dans le lagon, le tout dans une ambiance de jungle tropicale luxuriante & jardin tropical exotique, de plages et de criques isolées et privées. L'ensemble est composé de bar et restaurant de cuisine jamaïcaine, avec cocktail Vodka martini « shaken and not stirred » (au shaker), cocktail « Goldeneye » à base de rhum Blackwell et de café local Jamaica Blue Mountain (un des cafés les plus cotés et chers du monde). Le lieu est un sanctuaire-écosystème marin de poissons et de coraux protégé depuis 2011, avec activité entre autres de plongée sous-marine dans le lagon, et de pêche en haute mer de marlin, Barracuda, et Wahoo. Tous les jeudis soir, tel un rituel, un film de James Bond est projeté à l'extérieur.

## Au cinéma
Plusieurs scènes des films de James Bond ont été tournées dans les environs, ou bien très inspirées du cadre exotique local, dont James Bond 007 contre Dr No de 1962 (notamment la célèbre scène sur la plage locale avec Sean Connery et la James Bond girl Honeychile Rider incarnée par l'actrice Ursula Andress et son bikini blanc), Vivre et laisser mourir en 1973 (dont la scène des crocodiles avec Roger Moore), et L'Homme au pistolet d'or de 1974. Le nom du domaine a inspiré le titre et le scénario du dix-septième film de James Bond GoldenEye avec Pierce Brosnan en 1995.